# Гайзвілл (Кентуккі)
Гайзвілл (англ. Hiseville) — переписна місцевість (CDP) в США, в окрузі Беррен штату Кентуккі. Населення — 246 осіб (2020).

## Географія
Гайзвілл розташований за координатами 37°6′0″ пн. ш. 85°48′56″ зх. д. / 37.10000° пн. ш. 85.81556° зх. д. (37.100070, -85.815432).  За даними Бюро перепису населення США в 2010 році переписна місцевість мала площу 1,92 км², з яких 1,89 км² — суходіл та 0,03 км² — водойми.

## Демографія
Згідно з переписом 2010 року, у переписній місцевості мешкало 240 осіб у 101 домогосподарстві у складі 70 родин. Густота населення становила 125 осіб/км².  Було 110 помешкань (57/км²).
Расовий склад населення:
| - 93,8 % — білих - 0,8 % — чорних або афроамериканців - 4,2 % — осіб інших рас |

До двох чи більше рас належало 1,3 %. Частка іспаномовних становила 5,0 % від усіх жителів.
За віковим діапазоном населення розподілялося таким чином: 30,8 % — особи молодші 18 років, 53,4 % — особи у віці 18—64 років, 15,8 % — особи у віці 65 років та старші. Медіана віку мешканця становила 36,5 року. На 100 осіб жіночої статі у переписній місцевості припадало 86,0 чоловіків;  на 100 жінок у віці від 18 років та старших — 72,9 чоловіків також старших 18 років.
За межею бідності перебувало 24,0 % осіб, у тому числі 0,0 % дітей у віці до 18 років та 64,0 % осіб у віці 65 років та старших.
Цивільне працевлаштоване населення становило 89 осіб. Основні галузі зайнятості: освіта, охорона здоров'я та соціальна допомога — 27,0 %, виробництво — 23,6 %, транспорт — 13,5 %, науковці, спеціалісти, менеджери — 10,1 %.